# 皮塞克 (北达科他州)
皮塞克（英語：Pisek），是美国北达科他州下属的一座城市。根据2010年美国人口普查，该市有人口106人。